# Inheemse muziek in Suriname

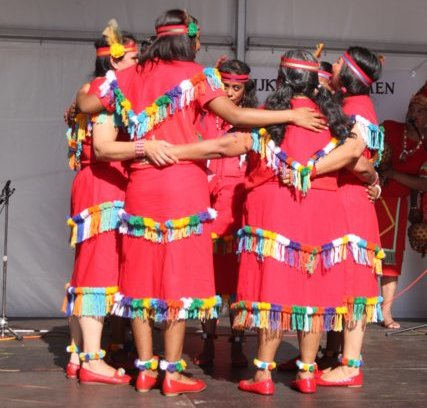
Surinaams-inheemse dansers

Inheemse muziek in Suriname verwijst naar de traditionele muziek die door Inheemse Surinamers wordt gemaakt.
Muzikanten maken hun instrumenten zelf. Hierdoor heeft elk dorp in principe meerdere gespecialiseerde instrumentenmakers.
Begin 21e eeuw was Mark Langaman (1982-2024) een artiest die hier in het binnen- en buitenland mee optrad.

## Ontwikkeling
De muziekbeoefening is niet gelijk tussen de verschillende volken en verschilt het sterkst bij de Karaïben. Sinds de kolonisatie, en de daarbovenop komende evangelisatie, hebben de inheemsen veel van hun culturele immateriële erfgoed verloren. Vervolgens kwam hier in de loop van de 20e eeuw de opkomst van de radio bij, waardoor veel jonge inheemsen in contact kwamen met popmuziek. Op invloeden op de winti na, heeft de inheemse muziek geen beduidende plaats weten in te nemen naast de muziekstijlen van de andere bevolkingsgroepen. In de loop van de 20e eeuw kwamen initiatieven op gang om de verdwijning van inheemse cultuur te keren, en ook oude dansen weer op te voeren.

## Per volk

### Karaïben

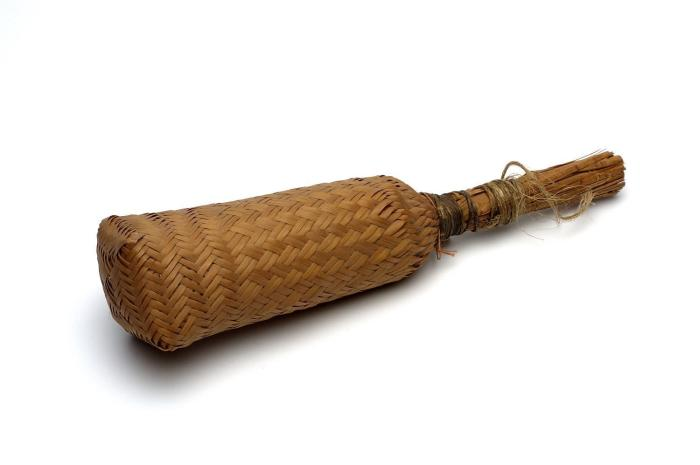
Rammelaar van riet (schudinstrument)

De Karaïben vormen de grootste groep onder de inheemse Surinamers. Hun traditionele muziek verschilt van de andere inheemse volken in het land en komt nog het meest overeen met de muziek van het Yanomamö-volk in de grensregio van Brazilië met Peru. Het volk werd grotendeels bekeerd tot het katholicisme, wat in de praktijk vooral gebeurde om in aanmerking te komen voor voorzieningen, zoals gezondheidszorg en scholen. De priesters vormden de Karaïben niet om tot vrome christenen en stonden toe dat ze voor geestelijke raad nog steeds naar hun pyjaiman (sjamaan) konden gaan. Daarnaast is de pyjaiman een cultureel leider en een muzikaal voorganger, en daardoor ook zanger, componist en tekstdichter. Liedteksten die tijdens een seance ontstaan blijven op het repertoire staan, dat daardoor steeds uitgebreider wordt; de pyjaiman draagt deze parlando op. Deze liederen worden wel oremi genoemd.
Los daarvan zijn er treur-, religieuze en vooral feestelijke liederen. Door de gemengde religieuze beoefening gaan de religieuze teksten zowel over geesten als over God, maar niet over Jezus. Bij de vrolijke liederen wordt er vaak gebruik gemaakt van het vraag-en-antwoord-spel. De Karaïben kennen ook liederen die vrouwen zingen tijdens het koken, spinnen of de landbewerking. Liederen kunnen verder thema's hebben over actuele gebeurtenissen en het gevoelsleven, zoals heimwee. Naast begeleiding bij het dansen, kan muziek dienen als communicatiemiddel met andere dorpen: bijvoorbeeld als waarschuwing om het gebied niet binnen te komen of juist om vriendschap te sluiten.

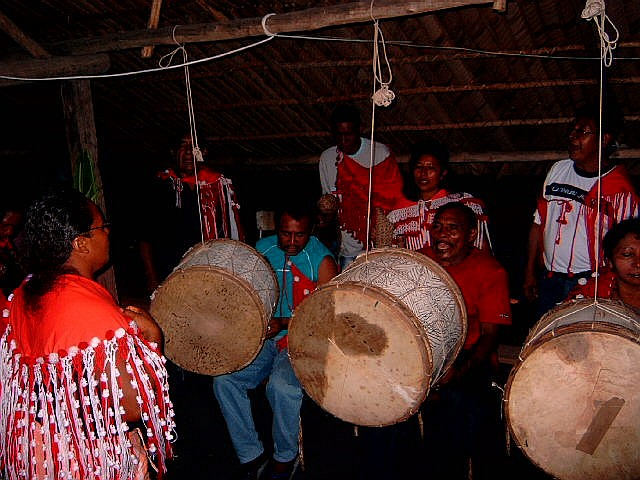
Karaïben met sambura-trommels in Suriname.

Het belangrijkste instrument voor de Karaïben is de sambura-trom. Het heeft een zware dreun waardoor het geluid ver draagt. De trom wordt in de eerste plaats gebruikt als communicatiemiddel tussen dorpen. Karaïben zeggen daarom wel dat het niet mogelijk is feest te maken met één sambura. Bij uitvoeringen worden soms twaalf tot twintig sambura's gebruikt, die op dezelfde tel worden aangeslagen. Eén muzikant, met veel kennis van de liederen, wijkt hiervan af en verstrekt met een geïmproviseerd ritme de trance van de dansers. Het ritme in het westen van Suriname is langzamer dan in het oosten. Daarbij worden schudinstrumenten gebruikt als de krawasie of de maraka en wordt er op een fluit met vier gaten gespeeld die gemaakt is uit bamboe. Het publiek zingt niet mee, en wie wel wil zingen moet in de kring meedansen en stampen die wordt gevormd door een halve cirkel.
Met de opkomst van de radio kwamen jonge Karaïben in het oosten van Suriname onder invloed te staan van de Frans-Antilliaanse cadence-muziek. Aan het eind van de 20e eeuw werd in de verdwijning van de cultuur een halt toegebracht en sindsdien wordt er ook weer vaker traditionele muziek gespeeld.

### Arowakken
De traditionele Arowakse muziek kenmerkt zich door de jankabuari. Deze dwarsfluit geeft aan de liederen een melodische spel. De liederen gaan meestal over liefde. Volgens schrijver Nardo Aluman zou het ritmegevoel bij de Arowakken beter zijn ontwikkeld dan bij de Karaïben. Dit zou ook terug te horen zijn in de zang en het melodieuze fluitspel.
In de loop van de 20e eeuw ging de interesse van het volk aanvankelijk vooral uit naar Amerikaanse popmuziek. Doordat de bewoning vaak dichtbij nederzettingen van Creolen Is, namen Arowakken ook steeds meer de kawinamuziek over. Aan het eind van de eeuw had de kawina de traditionele Arowakse muziek grotendeels vervangen.

### Wayana's en Trio's

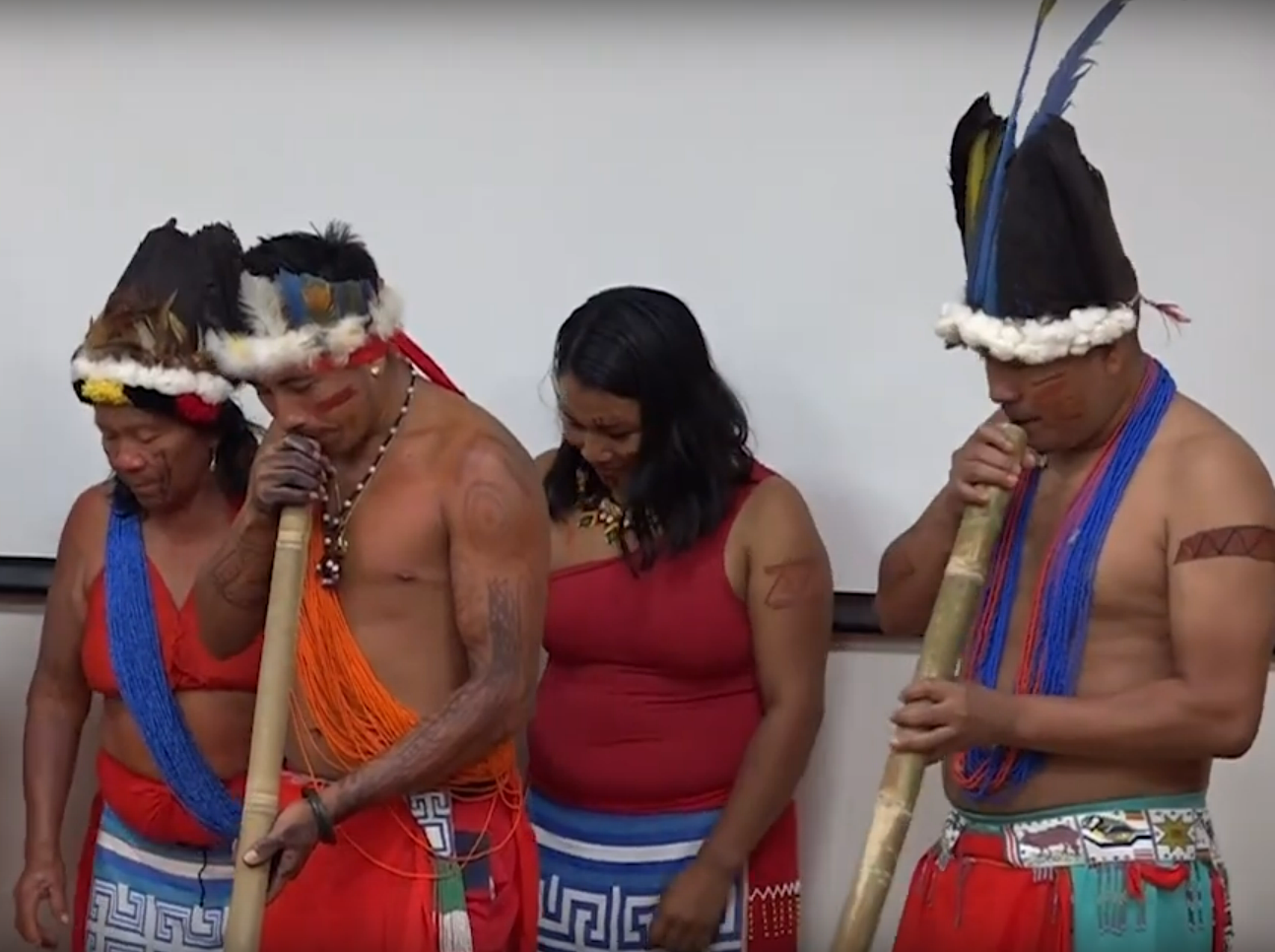
Dansende Wayana's met bamboefluiten

Voor zowel het Wayana- als het Triovolk betekende de komst van zendelingen en missionarissen mettertijd de verdwijning van hun eigen muziekcultuur. Een bekend instrument van de Trio's was het neusfluitje. Deze mocht van de zendelingen echter niet meer gebruikt worden voor hun traditionele muziek. Tot de laatste decennia van de 20e eeuw moesten de Wayana's voor een traditioneel feest met kasiri-bier van cassave de Marowijnerivier oversteken naar Frans-Guyana. In deze tijd namen jongeren het initiatief om de muziek van hun voorouders weer te laten herleven. In de praktijk was dit een moeizaam proces.
Traditioneel wordt muziek gemaakt tijdens rouwperioden. Deze zijn bij Wayana's langer dan bij de Karaïben. In deze periode wordt drie dagen aan één stuk gedronken en muziek gespeeld. Vervolgens wordt een week lang veel geslapen en wordt er opnieuw drie dagen muziek gemaakt.
Als schudinstrumenten worden bij de Wayana's maraka's en krawasies gebruikt. Krawasies worden ook wel om de enkels gebonden, waarbij ze geluid maken als er stampvoetend wordt gedanst. Ook wordt een grote trom gebruikt om het ritme aan te geven. De Wayana's kennen een groot aantal fluitinstrumenten, die gemaakt zijn van materiaal als bamboe, dierenbotten, metaal of plastic. Een voorbeeld hiervan is een fluit van bamboe van ongeveer twee meter lang dat een geluid voortbrengt dat lijkt op de hobo.